# 克拉托維縣

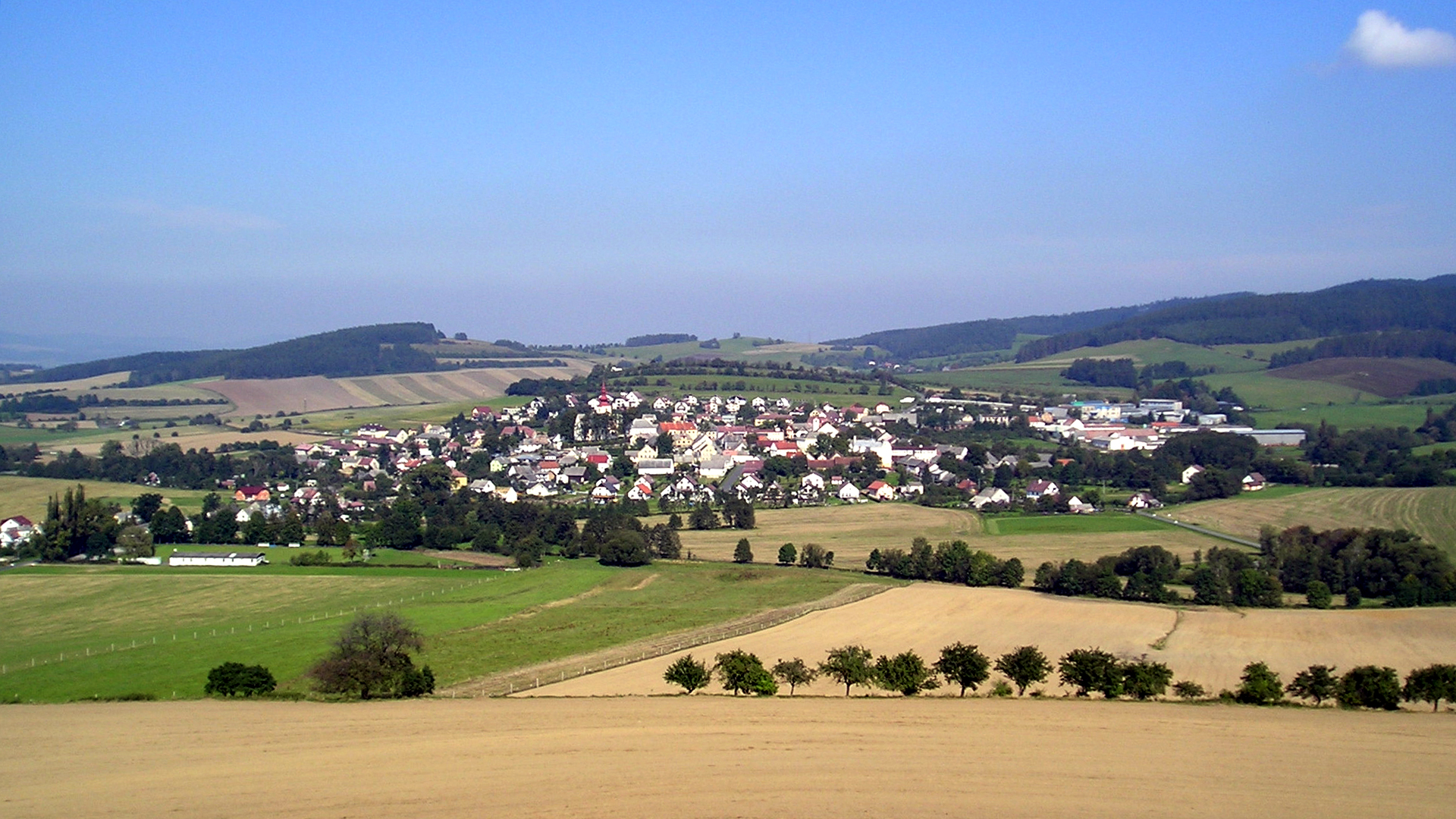

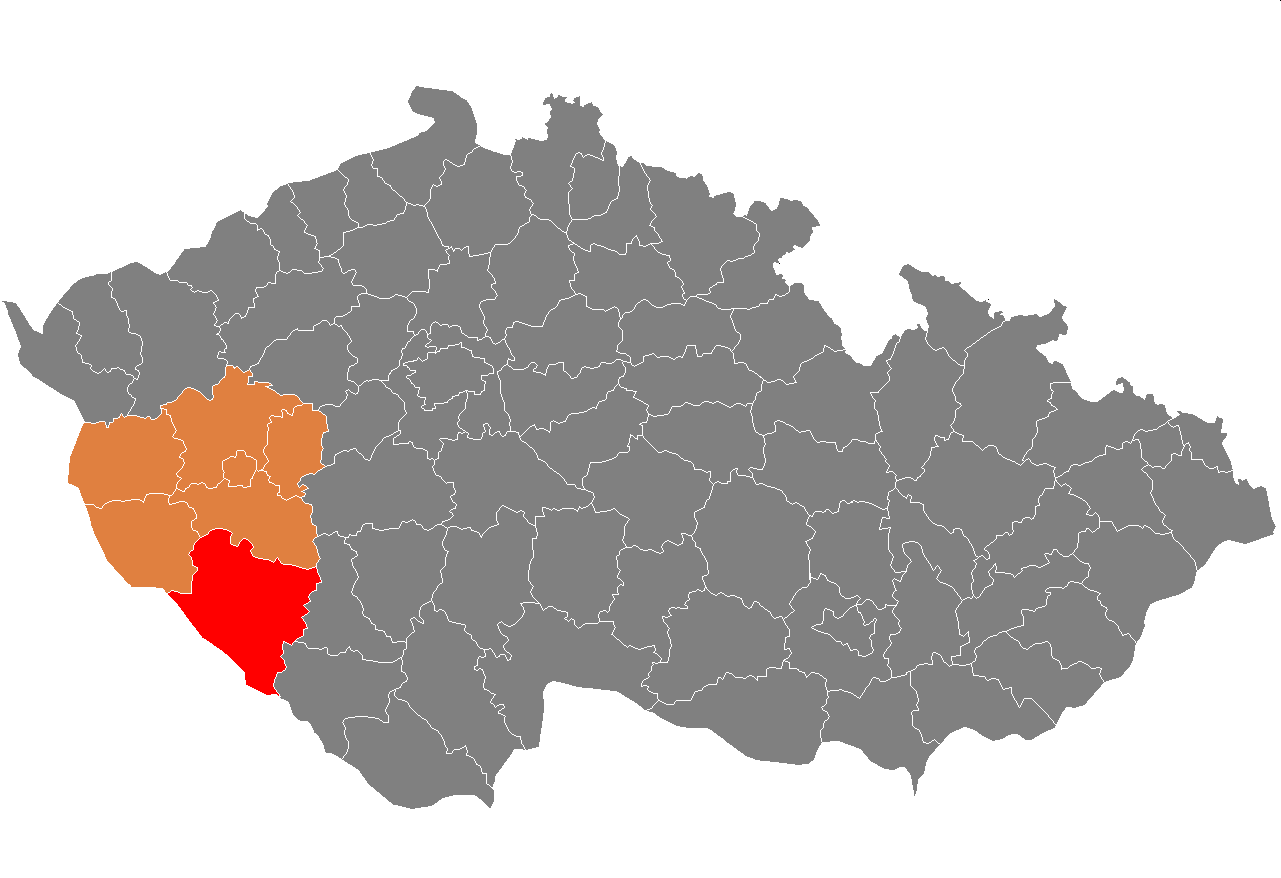

49°23′42″N 13°17′37″E / 49.39500°N 13.29361°E
克拉托維縣（捷克語：Okres Klatovy），是捷克的縣份，位於該國西部，由比爾森州負責管轄，首府設於克拉托維，面積1,946平方公里，2007年人口87,629，人口密度每平方公里45人。